# Hülle
Hülle ist ein allgemeiner Begriff, der Gegenstände umfasst, die einen Raum bilden, indem sie eine flächige und vollständige bzw. weitgehende Grenze zwischen innen und außen schaffen. 
So bildet z. B. die Atmosphäre eine Hülle um die Erde oder die Haut eine Hülle um den menschlichen Körper.
Aber auch bei den Objekten, die sich der Mensch schafft und/oder mit denen er sich umgibt, handelt es sich oft um Artefakte mit Hüll-Charakter. Ihr Gebrauchswert liegt darin, den Inhalt zu schützen, zusammenzuhalten und aufzubewahren oder mit der Hülle einen Raum zu markieren, abzugrenzen. Der Gebrauchswert der Hüllen unterscheidet sich von dem weiterer Artefakte, die das menschliche Leben in anderer Art erleichtern sollen: z. B. Werkzeuge und Geräte. Hüllen ermöglichen auch ein Verbergen oder Verborgen-Halten des Inhalts (Verhüllen). Nach der christlichen Religion kam Jesus im Fleische verhüllt als Gottes Sohn auf die Erde.

## Etymologie
Das gemeingermanische Wort Hülle ist ebenso wie das althochdeutsche Hulla, das altenglische Hylla und das schwedische Hölja eine eher in der einstmals gehobenen Sprache gebräuchliche  Bezeichnung für eine Umhüllung, einen Mantel, speziell auch und gerade ein Kopftuch. Ebenso wie Hülse stammen alle aus der indogermanischen Wortgruppe um hehlen ab, was so viel wie verbergen, verdecken, verstecken meinte (daher auch die Hülsenfrucht). Die Bezeichnung in Hülle und Fülle ist seit dem 16. Jahrhundert bezeugt und bedeutete so viel wie Kleidung und Nahrung, wobei mit Fülle die ausreichende Füllung des Magens gemeint war. Erst später (17. Jahrhundert) wurde Fülle in seiner ursprünglichen Bedeutung verstanden und der gesamte Ausdruck als Synonym für Überfluss gedeutet.

## Beispiele für Hüllen
- Behälter im weitesten Sinne: Gefäße, Gehäuse, Container, Etui, Taschen / Koffer etc.
- Kleidung umgibt als Hülle den engsten Raum um den Menschlichen Körper
- Architektur: Eine Gebäudehülle umgibt den Raum, in denen sich Menschen aufhalten, Tätigwerden und ihre Dinge lagern.
- Verpackung auch im übertragenen Sinn beim Kochen (Schokoladenhülle, Eihülle)

## Hülle in der Architektur

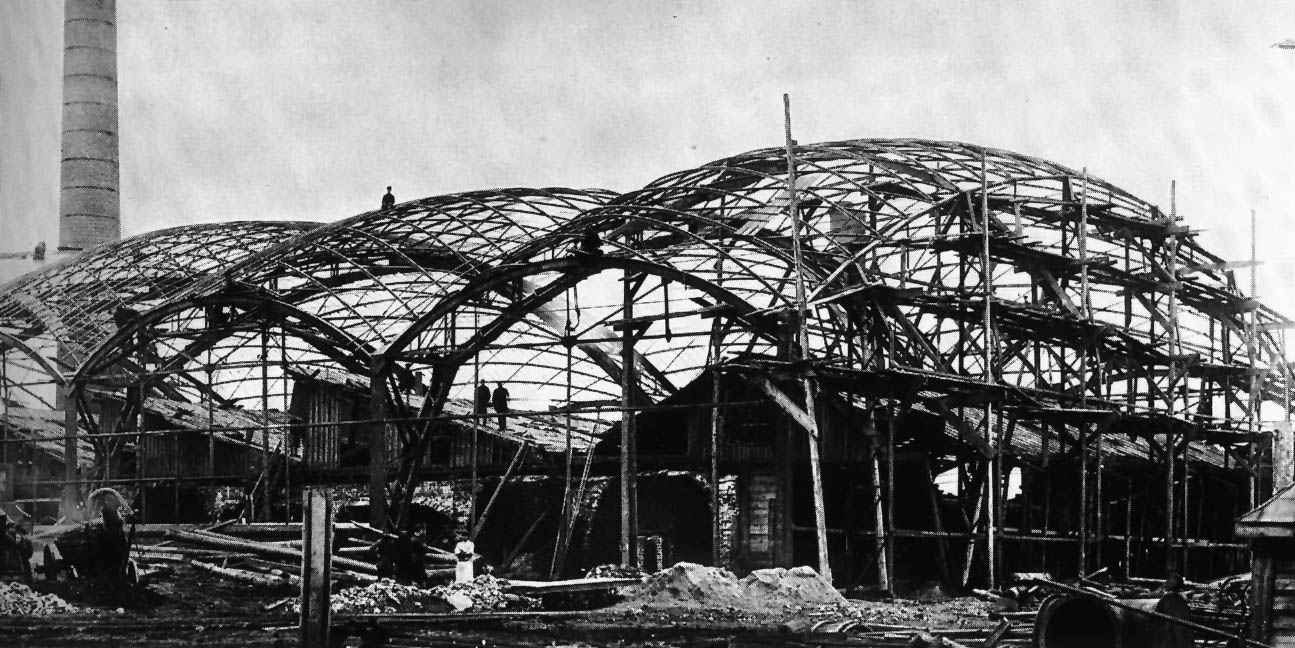
Stahldach-Hülle von Wladimir Schuchow bei seinem Bau, Wyksa, Russland, 1897

Im Bereich der Architektur spielt der Begriff der Hülle seit Beginn der Moderne eine wesentliche Rolle. Architektur wird häufig als „Raum plus Hülle“ aufgefasst. Nicht selten wird Architektur sogar über ihre Raum-schaffende und Raum-umhüllende Funktion definiert. Manchmal ist statt von Baukunst von Raumkunst die Rede. Gerade in der modernen Architektur wird diese Aufgabe betont. Damit distanzieren sich moderne Architekten nicht selten von der Fassadenhaftigkeit, Massivität und Monumentalität der Architektur des 19. Jahrhunderts. Architektur wird stattdessen oft in der Dualität von Raum und Hülle gedacht. Die gebaute Architektur tritt als leichte Hülle (z. B. Vorhangfassaden oder leichte Trennwände) hinter der Architektur als umbauten Raum zurück. Die tragende Konstruktion wird häufig von einem eigenständigen Stützensystem übernommen, so dass die Raumhülle nur noch als leichte membranartige Grenze in Erscheinung tritt. Durch diese Betonung des Raumhüllencharakters wird auch die Nähe der Architektur zu anderen umhüllenden Objekten betont (Gefäße, Kleidung usw.). 
Allerdings tritt auch schon in der Architektur des 19. Jahrhunderts z. B. bei Gottfried Semper und Wladimir Schuchow ein anderer Aspekt von Hülle auf, nämlich der Gedanke, die Fassaden eines Gebäudes als Bekleidung des Gebäudes zu begreifen (siehe auch: Bekleidungstheorie). Diese Fassadenarchitektur wurde von modernen Architekten zum Teil scharf kritisiert. In der postmodernen Architektur ist seit etwa 1975 zum Teil provokant von „decorated sheds“ die Rede.

## Hülle in der Mode
In den Variationen der Kleidermode spielt das Wechselspiel von Verhüllen und Entblößen eine wichtige Rolle. Hier hat dieses Spiel mitunter auch eine erotische Komponente.

## Hülle in der Kunst
Aber auch in der bildenden Kunst wird der Hüll-Charakter von Artefakten und die Um- und Verhüllung von Objekten, Räumen und Menschen immer wieder diskutiert und künstlerisch interpretiert (Beispiel: Verhüllungs-Aktionen von Christo). 

## Publikationen
- Inga Klein, Nadine Mai und Rostislav Tumanov (Hrsg.): Hüllen und Enthüllungen. (Un)Sichtbarkeit aus kulturwissenschaftlicher Perspektive (= Schriftenreihe der Isa Lohmann-Siems Stiftung Band 10). Reimer, Berlin 2017, ISBN 978-3-496-01574-1.